# Mesoclistus aletaiensis
Mesoclistus aletaiensis là một loài tò vò trong họ Ichneumonidae.